# Белорусские секции РКП(б)
Белорусские секции РКП(б) ― большевистские организации, существовавшие в 1918—1919 гг. как части местных партийных организаций в Казани, Москве, Петрограде, Саратове, Тамбове.

## Состав секций
Состояли из рабочих и беженцев-белорусов — членов РКП(б), работали в тесном контакте с Белорусским национальным комиссариатом (Белнацкомом).

## Цели и практическая работа секций
Первая белорусская секция РКП(б) создана в Петрограде в апреле 1918 на основе Белорусской социал-демократической рабочей партии. Направляла политическую деятельность Петроградского отделения Белнацкома, посылала в Белоруссию пропагандистов и литературу. Её представители участвовали в работе Всероссийского съезда беженцев из Белоруссии, 1-й конференции белорусских советских организаций (август 1918), Белорусского вольноэкономического общества. Организовала Первый Белорусский коммунистический отряд, участвовала в создании культурно-просветительского клуба «Беларуская хатка».
На 14 декабря 1918 насчитывала 92 членов и 118 сочувствующих. В Москве в июле 1918 создана фракция коммунистов — служащих Белнацкома; 3 ноября 1918 созвано собрание коммунистов-белорусов, которое постановило создать здесь белорусскую секцию РКП(б), избрало бюро. 14 ноября 1918 Пресненский райком РКП(б) утвердил белорусскую секцию РКП(б) в Москве. Газета Белнацкома «Дзянніца» с 3 декабря 1918 (№ 40) стала одновременно органом Московской белорусской секции РКП(б). Вместе с культурно-просветительским отделом Белнацкома белорусская секция РКП(б) открыла рабочий клуб «Беларус». Белорусская секция РКП(б) в Саратове создана в сентябре 1918, насчитывала 30 членов и 32 сочувствующих (декабрь 1918), имела клуб, провела 6 митингов белорусов-беженцев. Белорусская секция РКП(б) в Тамбове насчитывала 60 членов и около 100 сочувствующих.
Конференция белорусских секций РКП(б) (21—23.12.1918) избрала Центральное бюро белорусских секций РКП(б) и указала на необходимость создания белорусского Советского правительства. В состав Временного рабоче-крестьянского советского правительства Белоруссии от белорусских секций РКП(б) вошли Д. Ф. Жилунович, А. Г. Червяков, О. Л. Дыло, Д. С. Чернушевич, А. И. Кваченюк, И. И. Пузырёв. В конце 1918 белорусские секции РКП(б) появились в Белоруссии.
Белорусские секции РКП(б) выступали за превращение Западной области, созданной на территории Белоруссии в октябре 1917, в автономную республику в составе РСФСР. Однако Облискомзап отклонил предложение Белнацкома, дав области название Западная коммуна.
15 января 1919 решением Центрального Бюро КП(б)Б секции на территории Беларуси должны были быть распущены, на территории же России их существование разрешалось и далее. С созданием Литовско-Белорусской ССР (февраль 1919) белорусские секции РКП(б) начали объединяться с литовскими. Но этот процесс затянулся. ЦК РКП(б) утвердил Объединённое литовско-белелорусское центральное бюро при ЦК РКП(б). С восстановлением 31 июля 1920 БССР ЦК РКП(б) дал санкцию на раздел литовско-белорусских секций. Однако белорусские секции РКП(б) восстановлены не были.